# Julija Šokšueva
Julija Vladimirovna Šokšueva (in russo Юлия Владимировна Шокшуева?; traslitterazione anglosassone Yulia Valdimirovna Shokshueva; 21 febbraio 1988) è una bobbista ed ex velocista russa.

## Biografia
Ha praticato l'atletica leggera nelle discipline veloci dal 2010 al 2013, partecipando ai campionati nazionali assoluti nel 2012 (nei 100 m) e a quelli nazionali indoor sia nel 2012 (nei 60 metri) che nel 2013 (nei 60 m e nei 200 m).
Compete dal 2014 come frenatrice per la squadra nazionale russa. Debuttò in Coppa Nordamericana a novembre 2014 ed esordì in Coppa del Mondo nella stagione 2014/15, il 13 dicembre 2014 a Lake Placid, dove si piazzò decima nel bob a due pilotato da Nadežda Sergeeva; detiene quale miglior piazzamento in una gara di Coppa il quinto posto ottenuto il 27 gennaio 2017 a Schönau am Königssee sempre con la Sergeeva. Ha inoltre partecipato alla Coppa Europa nella stagione 2015/16, ottenendo sei podi su sei gare disputate (di cui 3 vinte).
Prese parte a quattro edizioni dei campionati mondiali, vincendo la medaglia d'argento nella competizione a squadre a Igls 2016 facendo coppia con Aleksandra Rodionova, mentre ottenne il tredicesimo posto nel bob a due, suo miglior risultato, a Winterberg 2015. 
Nelle rassegne continentali ha invece raggiunto il quarto posto a Winterberg 2017 sempre con la Rodionova.

## Palmarès

### Mondiali
- 1 medaglia:
  - 1 argento (gara a squadre a Igls 2016).

### Circuiti minori

#### Coppa Europa
- 6 podi (tutti nel bob a due):
  - 3 vittorie;
  - 2 secondi posti;
  - 1 terzo posto.

#### Coppa Nordamericana
- 2 podi (tutti nel bob a due):
  - 1 secondo posto;
  - 1 terzo posto.